# 特靈頓 (喬治亞州)
特蘭頓（英語：Trenton）是一個位於美國喬治亞州戴德縣的城市。根據2010年美國人口普查，該地人口為2301人，而該地的面積約為8.00平方千米。同時該地也是戴德縣的縣治。

## 地理
特蘭頓的座標為34°52′32″N 85°30′31″W / 34.87556°N 85.50861°W，而該地的平均海拔高度為231米（即758英尺）。